# Leonor Centellas
Leonor Centellas, Marquesa de Cotrone o Leonor de Centelles (Valencia, 1430-Valencia, 1504) fue una mujer noble, escritora (junto a Florencia Pinar) cuyas creaciones poéticas formaron parte del Cancionero General más famoso de la literatura medieval. 

## Biografía
Poco se sabe acerca de la vida personal de Leonor, ya que lo que se conoce es a través de sus obras poéticas y su casamiento con el Marqués de Cotrone, muy cercano y sirviente del reino de los Reyes Católicos.
Fue dama de compañía de Isabel I La Católica, y contrajo matrimonio dos veces. La primera, con Luis Cornell, y tras su muerte contrae matrimonio en segundas nupcias con Antonio de Centelles, Marqués de Cotrone, en la localidad de Calabria.
Gracias a la obra literaria del poeta renacentista Juan de la Encina, se conocen más detalles acerca del matrimonio y de Leonor. El Marqués fue caballero que participó en las luchas del reino napolitano junto con su hijo, hasta que fueron raptados y encarcelados por los soldados turcos sin posibilidad de poder salir. Leonor solicita ayuda al Papa en Roma y pide a liberación de su esposo y su hijo, pero no surte efecto y ambos mueren.
Durante el aprisionamiento, se conoce que La Marquesa de Cotrone fue en busca de su esposo e intentó pasar desapercibida en un vano intento de liberar al caballero, lo que inspiró también la obra poética de Juan de la Encina.
Leonor comienza a escribir composiciones poéticas originales que cuenten su propia historia y percepción de la vida, tomando las riendas de su posición. Estas creaciones aparecerán después en ediciones posteriores del Cancionero General.
La fama de la marquesa de Cotrone comienza cuando se presenta en fiestas reales organizadas por los Reyes Católicos, dándose a conocer a su vez su trabajo literario. En una de las fiestas convocadas en Valladolid en 1475, la marquesa llamó la atención entre la multitud. Apareció con un hermoso vestido muy particular, decorado con ondas en las mangas que se asemejaban al fuego, proclamando su ardiente y pasional amor hacia el Marqués, a la vez que expresaba con su poesía unos versos que ahora rezan en el Cancionero General. Esto cautivó al pueblo e inició su fama en el mundo de la literatura medieval española.

## Obra y creaciones poéticas
Uno de los cantos que Leonor dedicó a su marido en las fiestas de Valladolid es el que ahora consta en la recopilación del Cancionero General, cuyos versos comienzan de la siguiente forma: "Si acertare o si muriere/ contenta con lo que fuere [...]". Puede leerse completo aquí. No hay constancia de otras creaciones que hayan quedado guardadas o grabadas en algún libro.